# 경춘선 열차 충돌 사고
경춘선 열차 충돌 사고는 1968년 12월 19일 오전 5시 25분 경춘선 퇴계원역-금곡역 사이(성동역 기점 8.6km지점)에서 청평역에서 창동방면으로 향해오던 군용병원열차 제 251열차와 성동역에서 춘천역을 향해 달리던 통근여객열차(동차) 제 81열차와 정면충돌한 사고이다.
이 사고로 통근열차의 기관사 등 3명이 사망하였으며 16명이 중경상을 입었다. 또한 통근열차의 앞동차가 대파되었으며 병원열차를 끌던 기관차는 약간 부서졌다.